# Leichtathletik-Weltmeisterschaften 2015/Teilnehmer (Guatemala)
| Gelbes Symbol für Goldmedaillen mit stilisierten Olympischen Ringen | Graues Symbol für Silbermedaillen mit stilisierten Olympischen Ringen | Braundes Symbol für Bronzemedaillen mit stilisierten Olympischen Ringen |
| ------------------------------------------------------------------- | --------------------------------------------------------------------- | ----------------------------------------------------------------------- |
| —                                                                   | —                                                                     | —                                                                       |

Der Leichtathletikverband Guatemalas nominierte sieben Athleten für die Leichtathletik-Weltmeisterschaften 2015 in der chinesischen Hauptstadt Peking.

## Ergebnisse

### Männer

#### Laufdisziplinen
| Athlet              | Disziplin   | Vorlauf | Vorlauf | Halbfinale | Halbfinale | Finale    | Finale |
| Athlet              | Disziplin   | Zeit    | Platz   | Zeit       | Platz      | Zeit      | Platz  |
| ------------------- | ----------- | ------- | ------- | ---------- | ---------- | --------- | ------ |
| José María Raymundo | 20 km Gehen |         |         |            |            | 1:29:01 h | 48     |
| Erick Barrondo      | 20 km Gehen |         |         |            |            | DNS       | DNS    |
| Erick Barrondo      | 50 km Gehen |         |         |            |            | DSQ       | DSQ    |
| Jaime Quiyuch       | 50 km Gehen |         |         |            |            | 3:57:41 h | 29     |
| Luis Ángel Sánchez  | 50 km Gehen |         |         |            |            | 4:09:26 h | 36     |

### Frauen

#### Laufdisziplinen
| Athletin               | Disziplin   | Vorlauf | Vorlauf | Halbfinale | Halbfinale | Finale    | Finale |
| Athletin               | Disziplin   | Zeit    | Platz   | Zeit       | Platz      | Zeit      | Platz  |
| ---------------------- | ----------- | ------- | ------- | ---------- | ---------- | --------- | ------ |
| Mayra Carolina Herrera | 20 km Gehen |         |         |            |            | 1:39:23 h | 39     |
| Mirna Ortíz            | 20 km Gehen |         |         |            |            | 1:31:32 h | 12     |
| Maritza Poncio         | 20 km Gehen |         |         |            |            | 1:35:53 h | 28     |